# Ульгин, Александр Яковлевич
Ульгин Александр Яковлевич (1918 год, с. Паркино, Астрадамовский район, Симбирская губ., РСФСР — 28 сентября 1985 года, Владивосток, СССР) — бригадир портовых рабочих Владивостокского торгового порта. Герой Социалистического Труда. Член КПСС. Почетный гражданин г. Владивостока.
Родился в 1918 году в Симбирской губернии. С 16 лет начал работать в колхозе. В 1940 году был призван в ряды Красной армии. В составе 64-го гаубичного гаубичного артиллерийского полка 1-го Прибалтийского фронта принимал участие в Великой Отечественной войне. Демобилизовавшись в 1946 году, переехал во Владивосток и устроился на должность составителя поездов станции Эгершельд.        
С 1946 года — рабочий во Владивостокском торговом порту. Овладел рядом смежных профессий, а в 1954 году — возглавил бригаду. Несколько его рационализаторских предложений существенно ускорили обработку судов, и принесли экономический эффект на сумму 9,5 тысяч рублей. С его участием была освоена новая технология пакетной переработки грузов.                 
4 мая 1971 года Указом Президиума Верховного Совета СССР за выдающиеся успехи, достигнутые в выполнении заданий пятилетнего плана развития морского транспорта, ему было присвоение звание Героя Социалистического Труда с вручением ордена Ленина и золотой медали «Серп и Молот».                 
До конца жизни проживал во Владивостоке. Умер 28 сентября 1985 года.                   

## Награды
- Орден Ленина (1971 год)
- Орден Отечественной войны II степени (1985 год)
- Орден Трудового Красного Знамени (1963 год)
- Орден Красной Звезды (1944 год)
- Медаль «За оборону Москвы»(1944 год)
- Медаль «За взятие Кёнигсберга»
- Медаль «За победу на Германией»

## Память
- Именем Александра Ульгина был назван танкер Владивостокского морского торгового порта «Александр Ульгин»[4]